# Бібліотека № 143
Бібліотека сімейного читання № 143 Бортничі Дарницького району м.Києва.

## Адреса
02088 м.Київ, Бортничі вул. Євгенія Харченка, 39

## Характеристика
Площа приміщення бібліотеки — 800 кв.м., Книжковий фонд — 18,130 тис.примірників. Щорічно обслуговує 6,300 тис. користувачів. кількість відвідувань за рік — 38.0 тис., книговидач — 118,0 тис. примірників.

## Історія бібліотеки
Бібліотека заснована у 1960 році. У 1999 році переведена в нове приміщення житлового масиву «Бортничі». Сам статус бібліотеки визначає напрямок її роботи. Для мешканців Бортничів бібліотека стала справжнім осередком культури, центром змістовного дозвілля, місцем проведення масових родинних заходів (це єдиний заклад культури в мікрорайоні) Враховуючи результати мініопитування читачів дитячого відділу, створено кімнату «Світ тварин».
Бібліотека тісно співпрацює з Радою ветеранів мікрорайону «Бортничі», організацією «Червоного Хреста». Поруч з суто бібліотечним обслуговуванням, бібліотека надає й інші безоплатні види послуг.
Провідним напрямком роботи бібліотеки сімейного читання № 143 визначено інформаційну роботу з питань туризму. До послуг користувачів — дитячий відділ обслуговування (абонемент та читальний зал).В бібліотеці оформлено народознавчу кімнату, в якій зберігаються експонати українського ужиткового мистецтва, надані місцевими жителями.
Партнери бібліотеки : загальноосвітні школи, дитячій садок «Золотий ключик», «Рубін», Рада ветеранів, Рада самоврядування.